# Pearl (película de 2022)
Pearl es una película slasher estadounidense de 2022 dirigida por Ti West, y coescrita junto con Mia Goth, quien repite su papel como el personaje principal que da nombre a la película. David Corenswet, Tandi Wright, Matthew Sunderland y Emma Jenkins-Purro aparecen como parte del reparto secundario. Una coproducción de A24 y Little Lamb Productions, es una precuela de X (2022) y sirve como una historia de origen para el villano titular.
Pearl tuvo su estreno mundial Festival Internacional de Cine de Venecia de 2022 el 3 de septiembre y fue estrenada en las salas de cine estadounidenses el 16 de septiembre de 2022 por A24. Se está produciendo otra película de la serie, una secuela de X titulada MaXXXine.

## Sinopsis
Pearl es una chica que vive junto a sus padres en una granja en algún lugar de Estados Unidos en el año de 1918, durante la posguerra causada por la Primera Guerra Mundial. Ella sueña con mucho ímpetu convertirse algún día en una estrella, ya sea de cine o teatro, su anhelo es ser admirada por todo el mundo, pero todo esto se ve impedido por su situación puesto que vive en la granja con su madre, quien siempre la reprende y la trata con firmeza y su padre, quien sufre de parálisis y no puede hacer nada por sí solo, por lo que siempre debe estar a su cuidado. A pesar de vivir en una vida relativamente tranquila, el impedimento que siente Pearl por parte de sus padres y de la vida en la granja para lograr el estrellato la han llevado a desarrollar un espectro de comportamientos sociópatas que la convertirán en una asesina.

## Reparto
- Mia Goth como Pearl
- David Corenswet como El proyeccionista
- Tandi Wright como Ruth
- Matthew Sunderland como el Padre de Pearl
- Emma Jenkins-Purro como Mitzy
- Alistair Sewell como Howard

## Producción

### Desarrollo
Ti West comenzó a escribir un guion para la precuela durante la producción de X. El cineasta declaró que el proyecto de la precuela se había desarrollado a partir de una historia en la que había colaborado con Mia Goth, y que lo había visto como una posible película o simplemente como una historia de fondo para el papel de Goth como Pearl en la primera película. Después del inicio de la pandemia de COVID-19, al ver su impacto en la industria del cine, West declaró que se había sentido inspirado para seguir trabajando y había decidido comenzar la producción de la precuela inmediatamente después de terminar la entrega anterior. West declaró que había lanzado su idea de una nueva franquicia para A24 y se sorprendió cuando dieron luz verde a sus proyectos. El cineasta afirmó que tiene la intención de que cada película tenga su propio estilo y género de horror. Al describir su enfoque de cada película, afirmó que X estuvo fuertemente influenciado por la franquicia The Texas Chainsaw Massacre y por las obras de Mario Bava, que exploran cómo el surgimiento del cine independiente afectó a la sociedad, mientras que Pearl será un melodrama que se encuentra con el estilo Technicolor de Mary Poppins y El mago de Oz, hecha como una “demente película de Disney” y basada en las obras de Douglas Sirk, y explorará cómo el cine de Hollywood ha influido en las personas. West declaró que tiene la intención de continuar con esta tendencia de explorar diversos estilos y géneros en futuras entregas. La película es una producción conjunta entre Producciones A24 y Little Lamb.
Con el lanzamiento del primer cartel publicitario, se anunció que West una vez más se desempeñaría como el editor de la película junto con sus otros roles de producción, que Eliott Rocket regresaría como director de fotografía y que Tyler Bates y Tim Williams se desempeñarían como cocompositores de la música cinematográfica.

### Casting
Mia Goth volverá a interpretar su papel como una versión más joven de Pearl, la anciana de la primera película. En julio de 2022, se reveló que David Corenswet, Tandi Wright, Matthew Sunderland y Emma Jenkins-Purro aparecen como parte del reparto secundario.

### Filmación
Se reveló que la fotografía principal comenzó en secreto inmediatamente después de la fotografía completa en X. La filmación comenzó en Nueva Zelanda y se llevó a cabo de forma consecutiva con la primera película. West trabajó con el equipo de producción de Avatar: The Way of Water, quienes estaban tomando un descanso de la producción de esa película en ese momento. West declaró que, dado que el equipo de producción ya había completado el autoaislamiento requerido, pudieron trabajar juntos de manera segura y eficiente durante la pandemia. El cineasta dijo: «Salí de la cuarentena y dije: ‘Ya estamos construyendo todo esto, es COVID y estamos en el único lugar de la Tierra donde es seguro hacer una película’».

### Posproducción
En marzo de 2022, después de haber completado la filmación, West anunció que actualmente estaba trabajando en la edición de la película, que iría a Nashville, Tennessee, después del Festival de Cine SXSW de marzo de 2022, para grabar la partitura orquestal de la banda sonora con Tyler Bates y Timothy Williams, y que se esperaba que la película estuviera terminada en mayo.

## Marketing
Se proyectó un avance en el Festival de Cine SXSW, luego de la proyección de la primera película. El metraje acompañó el estreno en cines de X. En julio de 2022, se lanzó el primer avance con el lema de marketing de «una eXtraordinaria historia de origen», en referencia a la entrega anterior.

## Estreno
Pearl tuvo su estreno mundial en la 79.ª edición del Festival Internacional de Cine de Venecia el 3 de septiembre de 2022, y se estrenó en los cines de los Estados Unidos el 16 de septiembre de 2022.
La película también pasó por los festivales de Toronto y Sitges, en el que ganó los premios a mejor director y mejor actriz.
Su estreno comercial fue el 16 de septiembre en Estados Unidos y Canadá. La película recaudó 4.732.700$ en su primera semana en taquilla, convirtiéndose en la tercera película más taquillera durante ese periodo.